# Цвет золота
«Цвет золота» — советский фильм 1974 года снятый на киностудии «Туркменфильм» режиссёром Халмамедом Какабаевым, его дебютная дипломная ВГИКовская работа.

## Сюжет
Конец 1920-х годов. В район пустыни Каракумы для поиска нефти приезжает молодой инженер-нефтяник Овез Емудов. Отсутствие в бесплодных степях питьевой воды, необходимой техники и рабочих кадров, открытый саботаж сотрудников треста во главе с ярым врагом советской власти Мухортовым — с этими, вполне предсказуемыми обстоятельствами, начальнику разведывательного участка предстоит бороться практически одному…

## В ролях
- Ораз Амангельдыев — Овез Емудов
- Анатолий Яббаров — Сназин
- Ата Довлетов — Клыч-ага
- Тариэль Касимов — Мамед-али
- Светлана Пенкина — Зоя
- Овез Геленов — Мухаммед
- Владимир Емельянов — Кутумов
- Баба Аннанов — Атабаев
- Борис Кудрявцев — Фальков
- Танрыкули Сеиткулиев — Дурды, работник бая
- Оразмухамед Хаджимурадов — Караханов
- Павел Махотин — Мухортов
- Александр Спиридонов — Николай
- Сапар Одаев — Сахат
- Аман Одаев — Дауд
- Юсуп Кулиев — Мурад
- Сергей Орлов — Котов

## Съёмки
Фильм снимали на тогда недавно открытом месторождении нефти в местечке Барса-Гельмес, что в переводе означает «Пойдешь — не вернешься».